# Distrito electoral federal 15 de Puebla
El Distrito electoral federal 15 de Puebla es uno de los 300 distritos electorales en los que se encuentra dividido el territorio de México para la elección de diputados federales y uno de los 15 en los que se divide el estado de Puebla. Su cabecera es la ciudad de Tehuacán.
El décimo quinto distrito electoral federal de Puebla, se encuentra localizado en el suroriente del estado, en las regiones 11 y 13 del Valle de Tehuacán y lo forman los siguientes municipios: 
- Cañada Morelos de la Región 11.

Y
- Chapulco
- Nicolás Bravo
- Santiago Miahuatlán
- Tehuacán y
- Tepanco de López de la  région 13

## Historia
Esta integración fue definida por el Instituto Nacional Electoral en marzo de 2017.
Atexcal, Coyotepec, Ixcaquixtla, Juan N. Méndez, Santiago Miahuatlán, Tehuacán, Tepanco de López y Tlacotepec de Benito Juárez.

## Diputados por el distrito
- LVII Legislatura
  - (1997 - 2000): Ignacio García de la Cadena
- LVIII Legislatura
  - (2000 - 2003): María Luisa Araceli Domínguez Ramírez
- LIX Legislatura
  - (2003 - 2006): María del Carmen Izaguirre Francos
- LX Legislatura
  - (2006 - 2009): René Lezama Aradillas
- LXI Legislatura
  - (2009 - 2012): María del Carmen Izaguirre Francos
- LXII Legislatura
  - (2012 - 2015): María del Carmen García de Cadena Romero
- LXIII Legislatura
  - (2015 - 2018): Sergio Emilio Gómez Olivier
- LXIV Legislatura
  - (2018 - 2021): Alejandro Barroso Chávez